# Dżazirat Safadża
Dżazirat Safadża (arab. ‏جزيرة سفاجا‎) – wyspa w Egipcie, na Morzu Czerwonym, ok. 1 km od wybrzeży Afryki w pobliżu miasta Safadża. Powierzchnia wyspy wynosi 11,895 km²
Wokół wyspy znajdują się miejsca nurkowe w rafach koralowych.